# Viktória gyöngye
A Viktória gyöngye egy magyar nemesítésű fehérborszőlő-fajta. Kozma Pál és munkatársai állították elő Seyve-Villard 12375 és a Csaba gyöngye keresztezésével (1995).

## Leírása
Levele kihegyezett csúcskaréjú, nyílt vállöblű. Fürtjei és bogyói nagyok, bogyói beérett állapotban kifehérednek.
Bőtermő fajta.Szeptember első- második felében érik, 18 mustfok feletti mustfokkal szüretelhető .Bora minőségi, száraz, fehérbor. Pezsgőgyártásra is felhasználható. Bőtermő fajta. Éretten bogyói kissé peregnek. Másodtermés képzésre hajlamos. Fagytűrő képessége kiváló, termése rothadásra nem hajlamos. A gombabetegségekre (peronoszpóra, lisztharmat) rezisztens. Ökológiai szőlőtermesztésre alkalmas fajta.
Elterjedése: Etyek-budai, Kunsági, Egri  borvidék